# RE-Xing Quang
|  | Denne artikel er oprettet af botten Steenthbot ud fra en ekstern database. Den kan derfor have sproglige fejl eller mangler. Denne skabelon kan fjernes efter kontrol af indholdet. |

RE-Xing Quang er en dansk eksperimentalfilm fra 2000 instrueret af Jan Krogsgård.

## Handling
Del af et videoeksperiment inspireret af et ophold i Cambodja.